# كارستن جنسن (لاعب كرة قدم)
كارستن جنسن (بالدنماركية: Karsten Jensen)‏ هو لاعب كرة قدم دنماركي، ولد في 10 أبريل 1950. شارك مع منتخب الدنمارك لكرة القدم. أما مع النوادي، فقد لعب مع آرهوس جمناستيك فورينينغ ونادي غرونينغن.

## وصلات خارجية
- كارستن جنسن (لاعب كرة قدم) على موقع قاعدة بيانات كرة القدم.إي يو (الإنجليزية)
- كارستن جنسن (لاعب كرة قدم) على موقع ناشيونال فوتبول تيمز (الإنجليزية)
- كارستن جنسن (لاعب كرة قدم) على موقع عالم كرة القدم.نت (الإنجليزية)